# Dudak Dudağa
Dudak Dudağa è il terzo album di Emre Altuğ, pubblicato nel 2004.

## Tracce
1. Bu Kadar Mı? - 3:20
2. Zalim Kuş - 3:34
3. Su Gibisin - 3:26
4. Gözünaydın Yar - 4:32
5. Beni Mi Buldun? - 5:04
6. Kal - 5:26
7. "Dudak Dudağa" - 4:02
8. Aşk-ı Kıyamet - 4:32
9. Ayrılık Majör - 3:28
10. Türk Filmi - 4:28
11. Aşk Çiçeğim (Aman)- 4:12
12. Beni Mi Buldun? (Remix) - 4:27